# Pablo Meana
Pablo Miguel Meana (ur. 10 czerwca 1975) – argentyński siatkarz, grający na pozycji libero. Uznawany jest za jednego z najlepszych libero na świecie. Wielokrotny reprezentant swojego kraju.
Pablo Meana swoją karierę rozpoczął w 1997 r. w miejscowości Luz y Fuerza. Do reprezentacji trafił w 1999 roku. W 2000 r. osiągnął z nią duży sukces zdobywając 4. miejsce na Igrzyskach Olimpijskich w Sydney. W 2001 r. został wicemistrzem Argentyny z zespołem Koyote Salta. W 2002 r. występował na Mistrzostwach Świata w piłce siatkowej w Argentynie i zaprezentował się tam ze świetnej strony. Po tej imprezie zmienił klub i po raz pierwszy wyjechał grać do Europy. Przeszedł do AEK Ateny, ale była to nieudana przygoda i niedługo potem powrócił do Koyote. Postanowił jednak jeszcze raz spróbować swoich sił w Europie i zasilił Lokomotiw Biełgorod. Okres spędzony w tym klubie był najlepszym w jego karierze. Dwa razy stanął na podium Ligi Mistrzów, na pierwszym i trzecim miejscu. Obecnie występuje w ojczyźnie w klubie Bolivar. Ma 187 cm wzrostu i waży 86 kg.

## Sukcesy
- 4. miejsce na IO 2000 w Sydney z reprezentacją Argentyny
- 4. miejsce w LŚ 2000 z reprezentacją Argentyny
- 6. miejsce na MŚ 2002 w Argentynie z reprezentacją Argentyny
- 1. miejsce w Lidze Mistrzów 2003/2004 z Lokomotiwem Biełgorod
- 3. miejsce w Lidze Mistrzów 2004/2005 z Lokomotiwem Biełgorod
- 2. miejsce w lidze argentyńskiej w sezonie 2001/2002 z Koyote Salta

### Nagrody indywidualne
- najlepszy libero Ligi Mistrzów 2003/2004
- najlepiej przyjmujący MŚ 2002 w Argentynie